# Fakulteta za izobraževalne študije v Moskvi
Fakulteta za izobraževalne študije v Moskvi (rusko Факультет педагогического образования) je javna fakulteta, ki ponuja študij izobraževalne študije in deluje v sklopu Moskovske državne univerze; ustanovljena je bila leta 1997.